# Huszang Montazeralzohur
Huszang Montazeralzohur (pers. هوشنگ منتظر الظهور; ur. 22 maja 1951 w Teheranie, zm. 4 października 1981 w Isfahanie) – irański zapaśnik w stylu klasycznym. Olimpijczyk z Montrealu 1976, gdzie odpadł w eliminacjach w wadze 82 kg.
15 sierpnia 1981, jako przeciwnik irańskiej rewolucji islamskiej, został zatrzymany pod szeregiem zarzutów związanych ze wspieraniem przeciwników nowych władz Iranu. 4 października 1981, po 47 dniach tortur w więzieniu w Isfahanie, został rozstrzelany.